# Peter Café Sport

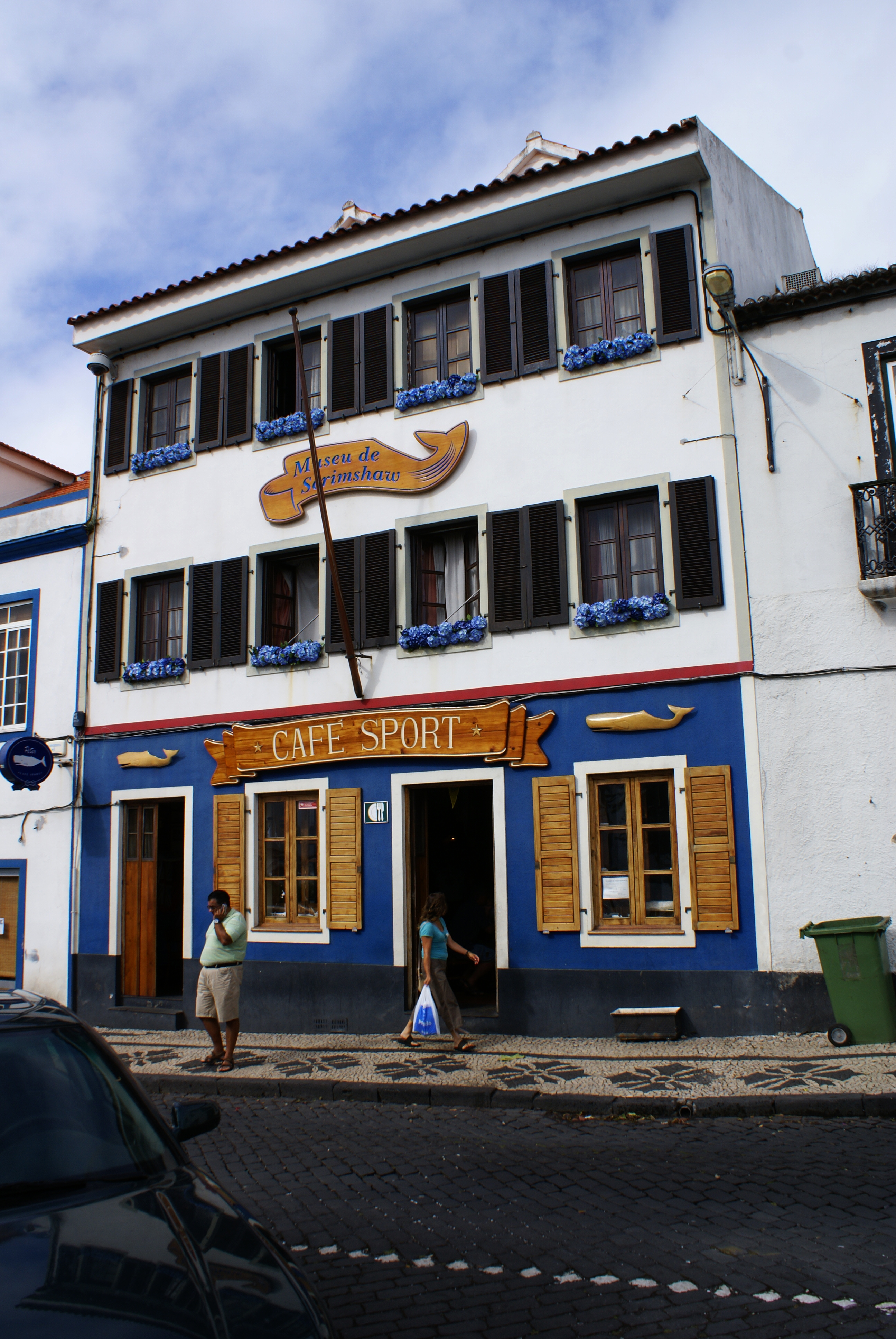
Peter Café Sport, en Horta.

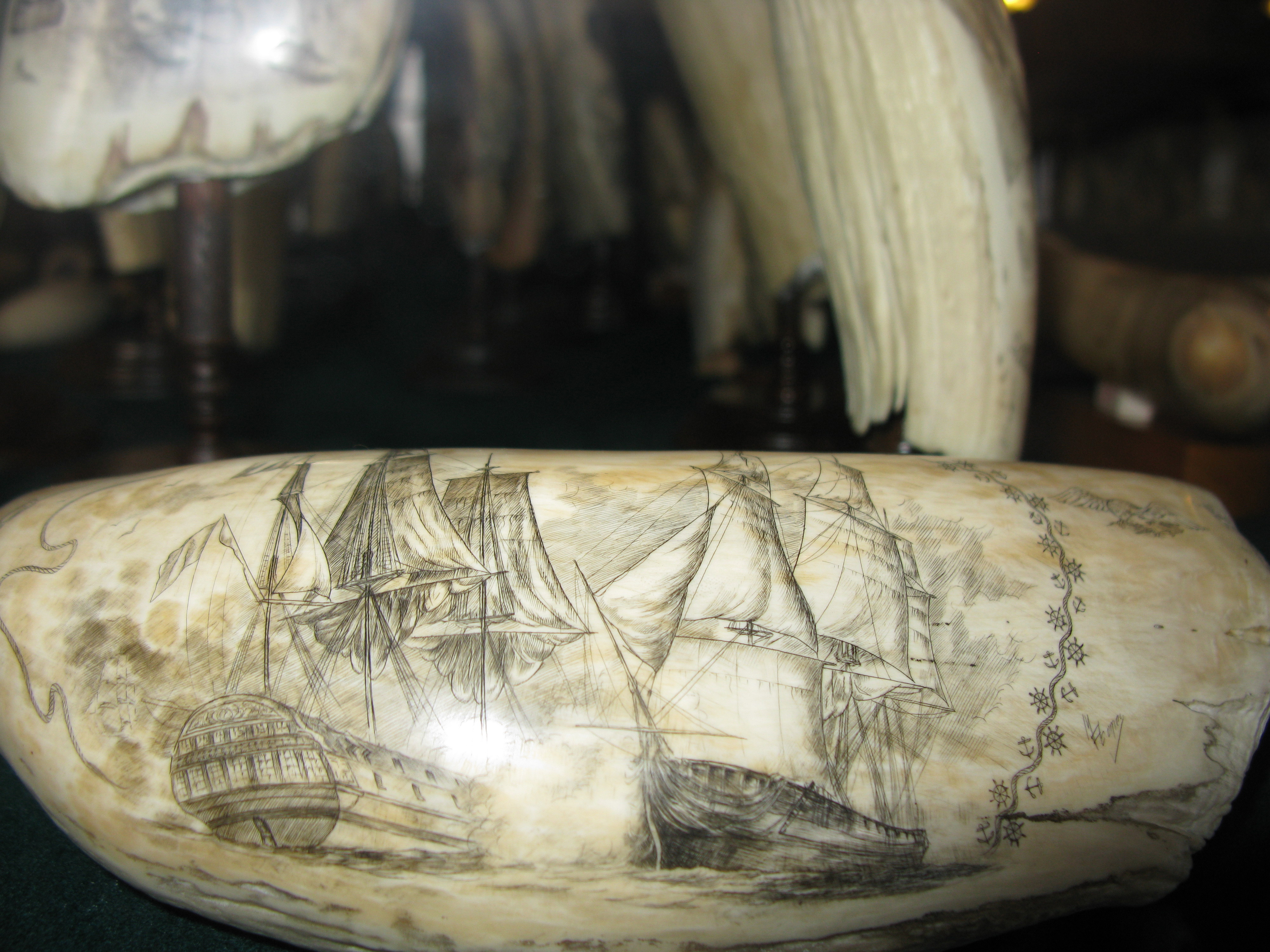
Ejemplar de Scrimshaw.

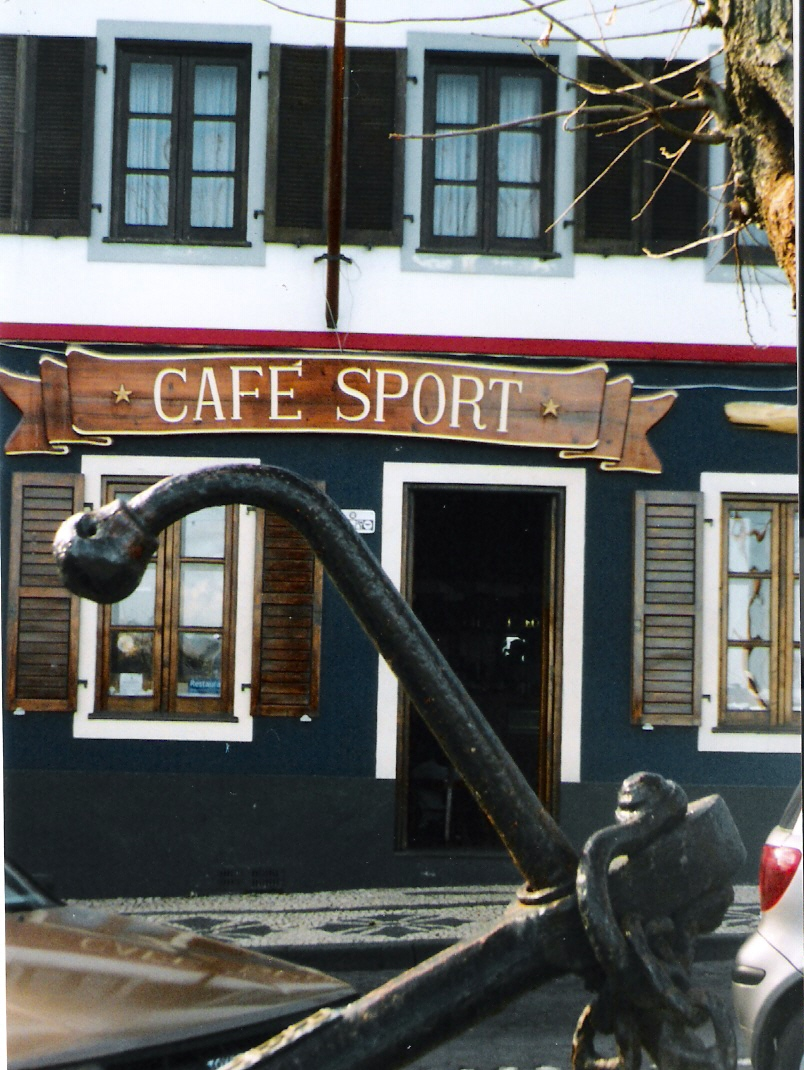
Entrada.

Peter Café Sport (también conocido como Café de Peter) es un café-restaurante histórico situado en la ciudad de Horta, en la isla de Faial, Azores (Portugal). Constituye un hito cultural e histórico en el archipiélago, y en particular la isla. Una expresión, que se consagró para los navegantes, resume este énfasis: 

Si usted navega a Horta y no visita el «Peter Café Sport», no ha visto Horta en realidad

Jacinto Vilaomier confirma este sentimiento diciendo:

Peter Café Sport, es el símbolo de caminar por un mundo libre amplio y hermoso, sin límites de raza o costumbres (...).
Azul Profundo, 1990.

En 1986, la revista Newsweek lo incluyó entre los mejores bares del mundo. Se encuentra todavía en una marca regional de prestigio, con tiendas de artesanía en los aeropuertos regionales de la Región Autónoma de las Azores y en la Plaza del Mercado Viejo, en Angra do Heroísmo.

## Historia
La historia de la compañía se remonta a la fundación del Bazar de Fayal, en la Plaza de Neptuno (actualmente Plaza Infante), en Horta, diseñado para el comercio de artesanías locales. Ernesto Lourenço Azevedo fue su propietario (1859 - 1931).
Participó en la Exposición Industrial Portuguesa (Lisboa, 1888), donde recibió la medalla de oro y un diploma, a la calidad y la diversidad de sus artículos.
Más tarde, en el siglo XX, sus instalaciones se trasladaron a la calle Teniente Valadim (ahora Rua José Azevedo «Peter»), siendo nombrada la «Casa de las Azores», y la ampliación de sus actividades, más allá de artesanías regionales, han llegado a tener un bar. Su ubicación estratégica junto al puerto de Horta, favoreció su negocio.
En el contexto de la Primera Guerra Mundial en 1918, Henrique Lourenço Ávila Azevedo (1895 - 1975), hijo del fundador, para cambiar las instalaciones una vez más, le cambió el nombre por el de «Café Sport», debido a la pasión por el deporte, creció con la práctica de fútbol, remo y billar.
El origen del nombre «Peter» proviene de la tripulación del HMS Lusitania II de la Royal Navy. Reconociendo similitudes entre el joven José Azevedo (1925 - 2005) con su hijo llamado Peter, el más alto funcionario del servicio y el mantenimiento de municiones en esa nave, comenzó a llamarlo Peter. Y por el apodo de José Azevedo fue conocido en el resto de su vida.
El Museo de Scrimshaw, inaugurado en 1986, ofrece la colección más grande de los mejores y privadas de Scrimshaw en el mundo.
José Henrique Azevedo, hijo de «Peter», le sucedió al frente de los negocios el 19 de noviembre de 2005.

## Homenajes
Desde la década de 1960, cuando tomó el acuerdo, José de Azevedo «Peter» se dio a conocer en el arte de la hospitalidad de los navegantes y por su apoyo en el tránsito en la Bahía de Horta. En 1967, Ocean Crusing Club, a través de su presidente y fundador, Humphrey Barton, José Azevedo es llevado a la asociación en reconocimiento de los muchos servicios que ofrece a los navegantes. En 1981 fue nombrado miembro honorario del Ocean Crusing Club.
A nivel nacional, el reconocimiento expresado por la invitación a participar en la Expo 98 en Lisboa, donde reunió a una réplica del Peter Café Sport.
En 2000, participó en la Feria Internacional de la Mar y los marineros.
En 2003 fue honrado por el entonces presidente de Portugal, Jorge Sampaio, con la Medalla de Grado Oficial de la Orden de Mérito, y el Secretario de Estado, con la medalla del «Mérito Comercial y Turístico».
El papa Juan Pablo II le concedió la bendición apostólica.
Al año siguiente, recibió el premio «Gold Post» que proporciona la CTT, el servicio postal internacional.
También recibió la visita de los reyes de España, el 28 de julio de 2005, durante su visita a título privado a las Azores. 
En agosto de ese año, fue honrado por el Banco Millennium BCP por su espíritu empresarial, innovación y dedicación.

## Otros
En la actualidad hay un Peter Café Sport en Oeiras y en Cais da Ribeira, en Oporto.